# 赤塚不二夫
赤塚 不二夫（あかつか ふじお、本名：赤塚 藤雄（読み同じ）、1935年〈昭和10年〉9月14日 - 2008年〈平成20年〉8月2日）は、日本の漫画家、タレント、俳優。満洲国熱河省出身。フジオ・プロダクション創設者。

## 概要
小学生の時に読んだ手塚治虫の『ロスト・ワールド』に影響を受け、漫画家を志す。上京後は東京で工員などをしながら漫画修業に励み、つげ義春の推薦で曙出版から上梓した貸本漫画『嵐をこえて』で1956年（昭和31年）にデビュー。
その後、赤塚よりも3歳年下の石森章太郎を慕い、トキワ荘に入居。以後、作品発表の舞台を漫画雑誌に移し、1962年に『おそ松くん』『ひみつのアッコちゃん』の大ヒットで一躍人気作家となる。1967年（昭和42年）に代表作である『天才バカボン』の爆発的ヒットと、その後の『もーれつア太郎』『レッツラゴン』『ギャグゲリラ』といった一連のヒット作や長期連載作品等により「ギャグ漫画の王様」 と謳われ、戦後ギャグ漫画史の礎を築いた。

## 生涯

### 生い立ち

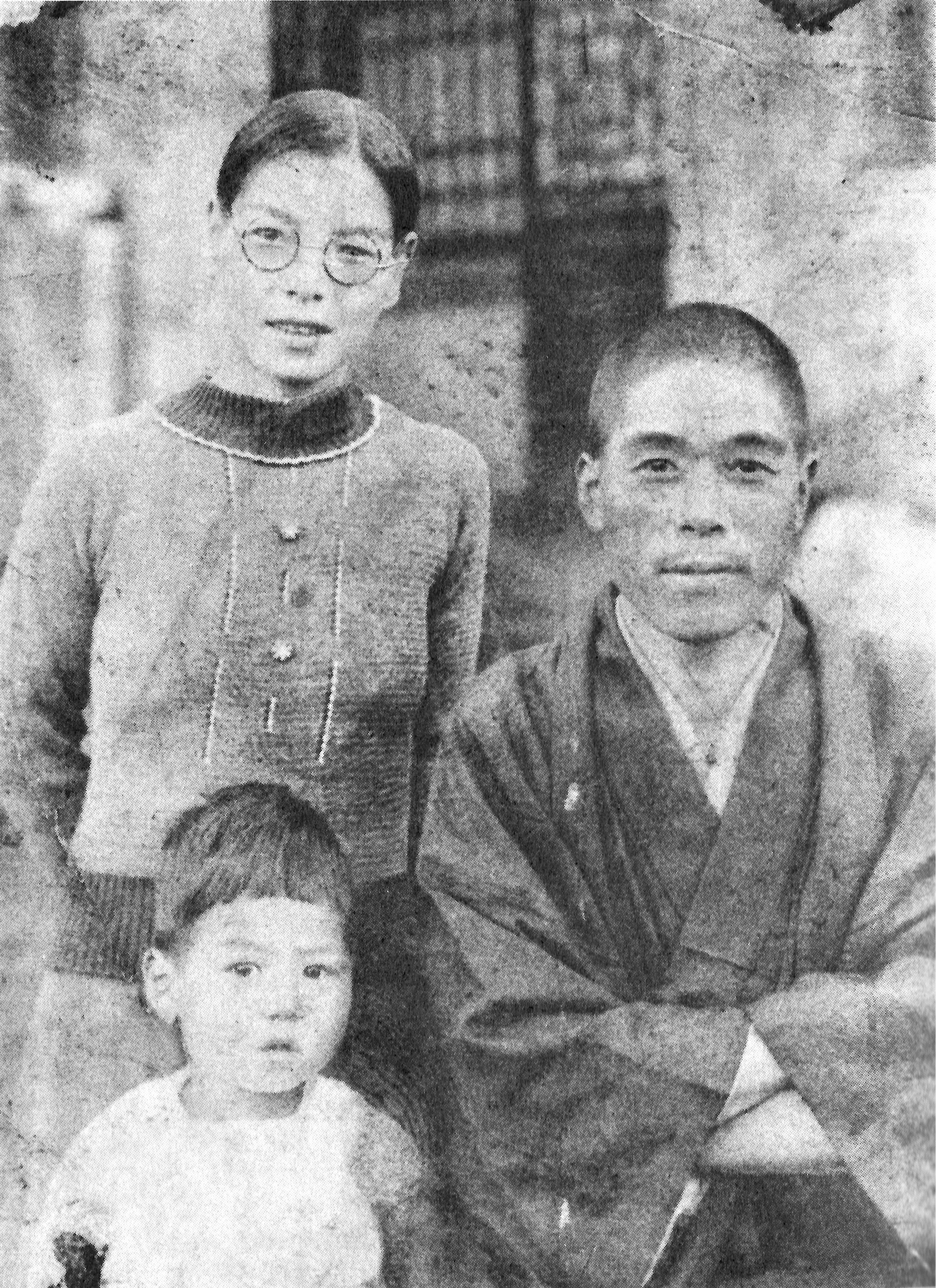
4～5歳の頃の赤塚不二夫
（父の藤七・母のリヨと）

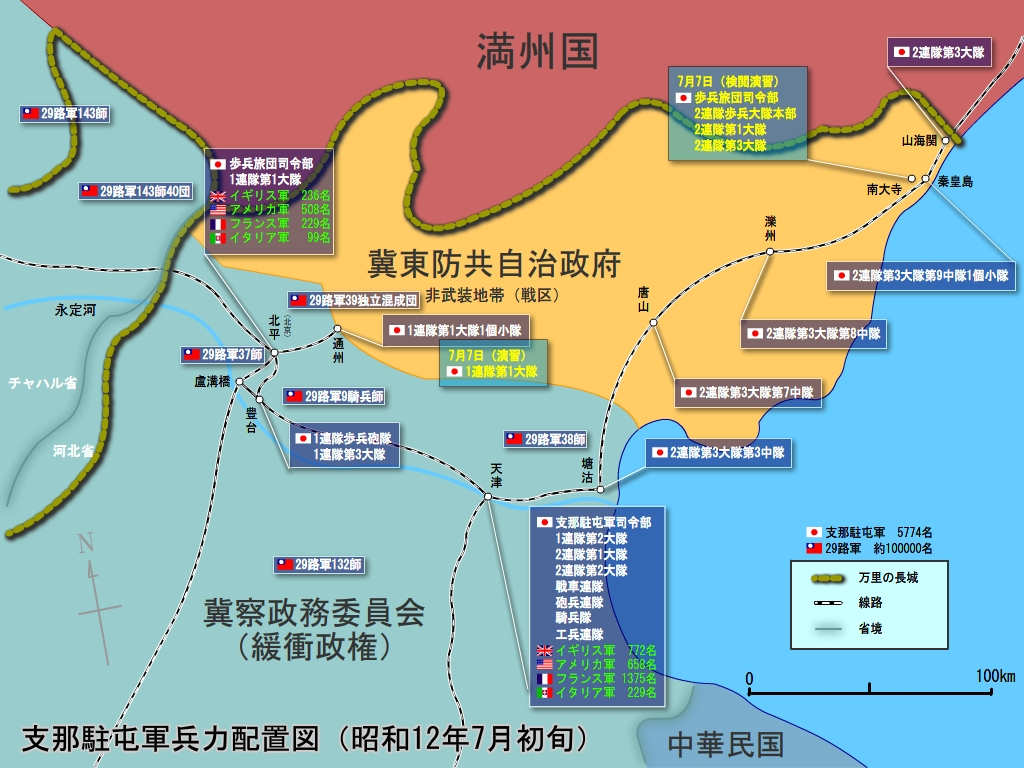
当時の中満国境地帯

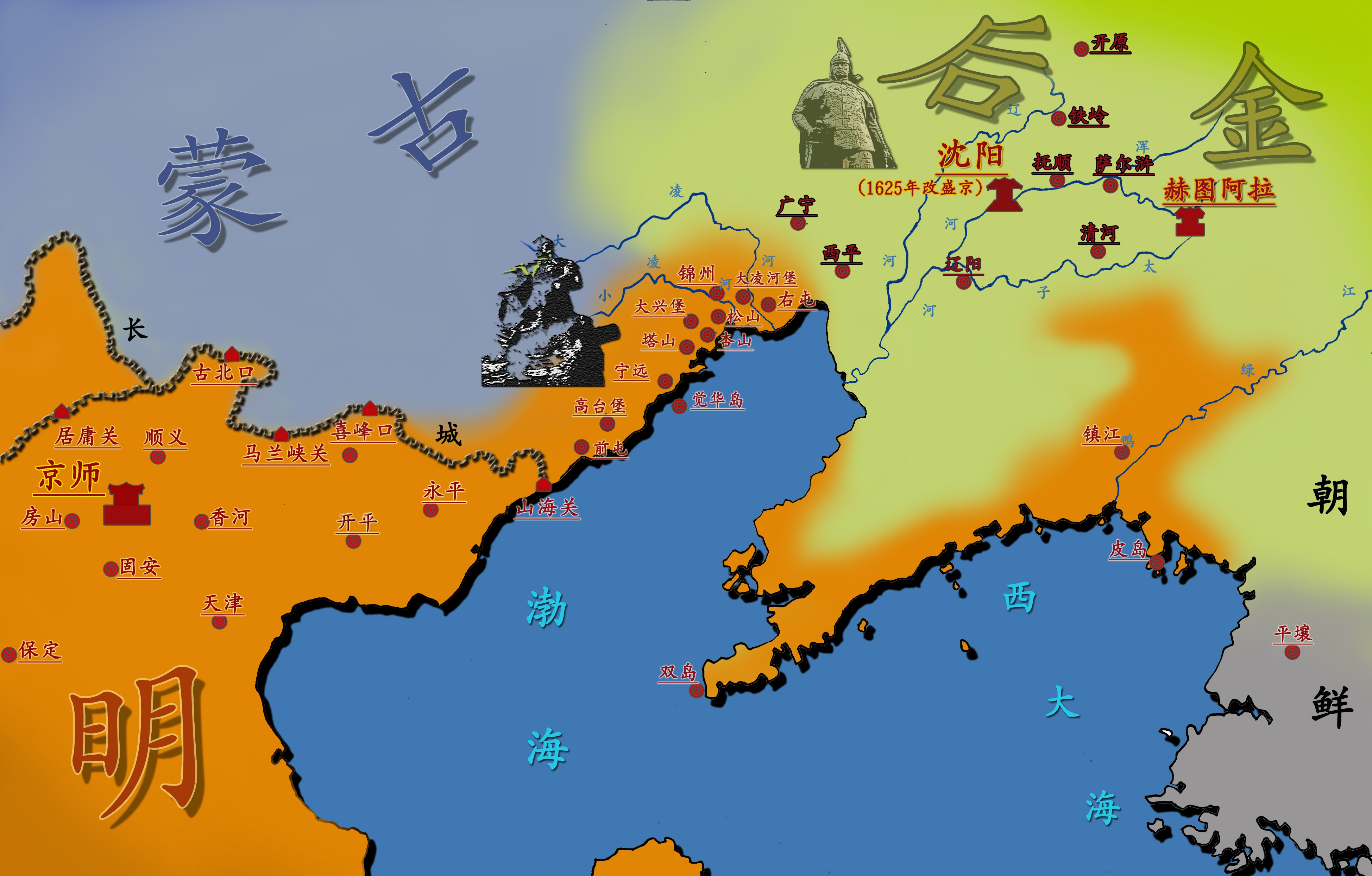
父の藤七は北京（北平）より東北に位置する当時中満国境であった万里の長城上の要害関門町・古北口で任務についており藤雄もそこで出生した

1935年（昭和10年）9月14日、満洲国熱河省灤平県古北口古城裡に赤塚藤七と妻リヨの長男として生まれる。
古北口は中国内地である河北省と満洲・熱河省との境界であった万里の長城において山海関と居庸関の中間地点に設けられた要害関門の町で、古来より北京（北平）と熱河とを結ぶ要地であり、当時は満洲国と中華民国（冀東防共自治政府をまたぐ）との国境地帯であった。
父親である赤塚藤七（1908年4月22日 - 1979年5月17日・満71歳没）は新潟県西蒲原郡四ツ合村井随（潟東村を経て現在は新潟市西蒲区潟東地区井随）の農家出身で地元の小学校を経て苦学の末、陸軍憲兵学校の卒業試験を2番目の成績で卒業し、1931年（昭和6年）4月より関東軍憲兵となり同年9月の満洲事変に際して奉天で巡察警邏、郵便検閲、鉄道警察、国際連盟リットン調査団護衛などの任務を務めた。しかし1933年（昭和8年）、上官の理不尽ないい分が我慢できずに職を辞し、満洲国警察古北口国境警備隊の保安局特務警察官として当時華北分離工作による政情不安に揺れていた中満国境地帯での匪賊討伐治安維持任務や現地人への定着宣撫工作、現地で抗日活動を行っていた東北抗日聯軍・八路軍等の抗日ゲリラや宋哲元・冀察政務委員会率いる国民革命軍第29軍と対峙して掃討・謀略（防諜）活動を行う特務機関員をしていた。
父・藤七は非常に厳格でなおかつ権威的であり、田河水泡の『のらくろ』や中島菊夫の『日の丸旗之助』 といった漫画を読むことを禁じられたり、箸の持ち方等で厳しくしつけられ、幼い頃の赤塚は恐怖感から父親が大の苦手であり畏怖を感じさせる存在だったという。しかし父は宣撫官という職務柄もあって普段から現地に住む中国人とも平等に接することに努め、補給された物資を現地の村人達に分けてあげたり、子供たちにも中国人を蔑視しないよう教えるなど正義感の強い人物でもあった。そのため彼には抗日ゲリラ側から当時の金額で2000円（現在の400〜500万円に相当）もの懸賞金がかけられていたにもかかわらず現地の村人から密告されることもなく、また終戦直後の奉天で赤塚家の隣に住む日本人一家が報復として中国人に惨殺される中で普段から中国人と親密にしていた赤塚の家族は難を逃れている。
母親であるリヨ（1911年 - 1970年8月20日・満59歳没、旧姓：寺東）は奈良県生駒郡矢田村（現・大和郡山市矢田口）出身で藤七との結婚前には満洲で芸妓をしており、藤七とは宴席で出会った後に鉄道で運命的に再会。芸妓としての経験から彼女の左腕には、父とは違う別の男の名前で「○○命」と刺青が彫られていたが、藤七はこのことも含めたリヨの過去を先刻承知のうえですべて受け入れて共通の知人の仲介を経て結婚したという。赤塚はこのことを父の回想を通して知り、「これは芸妓という悲しい過去を持つ母に対して父が見せた『いたわり』なのだ」と断言している。また1968年（昭和43年）に藤七が結核に罹患した際にリヨは「とうちゃんのために」と自らの意思で刺青を除去したという。なお、リヨは子供の頃に目を傘で突かれたことが原因で右目を失明しており、少年時代の赤塚はタンスの引き出しから見つけた母の義眼であるガラス製の目玉をそうとは知らずに妹たちに見せて驚かせていたところ、母からこっぴどく怒られたと回想している。
現地での掃討作戦及び華北分離工作の進展により古北口地域の治安情勢が安定したとして、1937年（昭和12年）3月に古北口国境警察隊が解散。その後、日中戦争（北支事変・支那事変）の勃発により日本軍が華北（北支）へと侵攻するのに合わせて（日本勢力圏と対峙していた国民革命軍・八路軍との前線が移動したことで）父・藤七は更なる危険な辺境任務を任されることとなり時には四海冶、二道河へ父親・藤七だけで単身赴任、あるいは母親・リヨと赤塚ら子供達ごと大連の親類へと預けられるか、一家で灤平、小白旗、興隆、東陵、馬蘭関と中国大陸・華北の辺境を転々とすることとなった。この時期に赤塚の弟妹として妹・寿満子（長女・1938年生）が承徳県、弟・義大（次男・1940年生）が古北口、弟・宣洋（三男・1942年生）が青龍県にて生まれている。
1944年（昭和19年）、父・藤七は特務警察官の職を辞し奉天で鉄西消防分署長となった。

### 終戦
1945年（昭和20年）8月15日、小学4年生の赤塚は奉天で終戦を迎えた。しかし翌16日、中国人の群衆が鉄西の工場内にある軍需物資を狙って大挙して押し寄せ暴徒化、凄惨な殺戮に発展した。
この時、馬小屋に潜んでいた一家は父の部下だった中国人の手助けもあり、全員中国服を着せられて消防車に乗り、鉄西から無事脱出して事なきを得た。後に赤塚は「いつも部下の中国人を可愛がっていた親父が、僕たち一家を救ったと思わないわけにはいかなかった」と語っている。しかし父親は侵攻してきた赤軍によってソビエト連邦へ連行され、軍事裁判にかけられて4年間シベリアに抑留されることになる。
奉天に残された家族は赤塚が11歳だった1946年（昭和21年）に奉天を後にして海岸（渤海沿岸）の引揚船を目指して徒歩で引き揚げを始め、途中でソ連兵からの襲撃を受けてソ連軍憲兵（内務人民委員部政治将校）に助けられながらも葫芦島在留日本人大送還によって葫芦島から大発動艇に乗船し4日間かけて6月15日、（赤塚にとって初めて見る日本・内地である）佐世保港に到着、厚生省佐世保引揚援護局（現在の浦頭引揚記念平和公園）から国鉄大村線南風崎駅を経由し汽車で母の実家がある奈良県大和郡山市矢田口に移った。
引き揚げまでに妹（次女）の綾子はジフテリアにより死去し、弟は他家へ養子に出され（後に赤塚は茨城県の常磐炭田炭鉱で働いていた彼と一度だけ再会している）、更には死んだ次女である綾子の名を授けられた生後6か月の末妹も母の実家に辿りついた直後に栄養失調のため夭折し、日本に帰還する頃には兄弟は藤雄と弟と妹の三人と半数となってしまった。その時の母親には泣く気力もなく、赤塚は「胸がえぐられるようだった」という。

### 引き揚げ後
父を除いた一家が奈良へと引き揚げてから母親は大日本紡績郡山工場の工員寄宿舎で寮母として働くようになり、赤塚は地元の郡山町立郡山小学校に編入して小学5年生となった。一家が満洲帰りとして差別を受け学校でもいじめの対象となる中、2学期の頃から貸本屋で5円で漫画を借りて読むようになり、このとき手塚治虫の『ロストワールド』に出会ったことで漫画家になることを決意。見よう見まねで手塚風の漫画の執筆に没頭する。この漫画がきっかけで、学校で番長を張っていた奥村という同級生と仲良くなり学校生活が一転、柿畑から柿を盗んで売り警察の厄介になるなど、数々の悪行に手を染めることになったが、赤塚のみならずかつて父が現地の中国人に対して親切に接したように、周囲から差別される立場の人間に対して優しい態度をとる一面もあったという。
その後も赤塚は漫画を描き続け、小学6年生になった12歳の時には『ダイヤモンド島』という128ページのSF長編漫画を描き、母親と一緒に大阪の三春書房という出版社へ最初の持ち込みを行ったが失敗した。
中学生となった13歳の時の1949年（昭和24年）秋、母親のわずかな稼ぎでは残った3人の子供を養っていくことが困難であったため、兄弟は父の郷里である新潟の親類縁者にそれぞれ預けられることになり、中学1年生になっていた赤塚は新潟県に住む父親の姉一家である大連帰りの母子家庭に預けられて母親からのわずかな仕送りで暮らした。
赤塚が14歳になったその年の暮れに、父親が舞鶴港に帰国するが過酷なシベリアでの抑留生活や日本の敗戦などで権威を失い、栄養失調による水疱でかつての面影もなくし、動作がのろくなって食欲が異常に強くなり台所を度々荒らしてしまうなど以前とは全く違うような人物になっていたという。母親を除いた父親と3人兄弟の4人一家は父の出身地であり赤塚の本籍地であった新潟県西蒲原郡四ツ合村井随（潟東村を経て現在は新潟市西蒲区潟東地区井随）に移り、赤塚は四ツ合中学校（現・新潟市立潟東中学校）へ転入し、父親は農業協同組合職員の職を得て彼の実家近くにあった 法讃寺に月100円で納屋を間借りをして生活を始めたが、やはり赤塚一家は「外地から戻ったもてあまし者として、排他的な農村では心底とけこむことは出来なかった」という。
1952年（昭和27年）に赤塚は中学校を卒業したが、家庭の金銭的な事情から高校進学を断念し、映画の看板を制作する新潟市内の看板屋小熊塗装店に就職した。ドラム缶を塗る仕事のほか、映画看板の制作に携わっていた由縁から花月劇場という映画館の管理人と仲良くなったおかげで映画を無料で鑑賞できることとなった。映画では、初めてみた洋画の『駅馬車』に衝撃を受け、バスター・キートンやチャーリー・チャップリンのドタバタ喜劇に感動したという。また、この看板屋の経験は赤塚に大きな影響を与えており、「看板屋では、配色とか技術的な面でマンガに役立った。明朝体でもゴシック体でも、作品タイトルは全部自分で書けるようになったし‥。デザイン学校に通っていたようなもんだね」と語っている。この時期に『漫画少年』への投稿も始めた。手塚治虫が投稿作品を審査するコーナーがあり、この頃から自分の絵柄を模索し始めるようになる。初採用は新潟の看板屋時代をテーマにした作品であり、1954年5月号に掲載された。
18歳だった1954年（昭和29年）頃に父親の頼みもあって上京し、父親の友人の紹介で就職した東京都江戸川区小松川のエビス科学工業所という化学薬品工場に勤務しながら『漫画少年』へ投稿を続けた。その漫画が石森章太郎（後の石ノ森章太郎）の目に留まり、石森が主宰する「東日本漫画研究会」が制作する肉筆回覧誌「墨汁一滴」の同人に参加。この同人の東京支部に長谷邦夫やよこたとくおがいた。また既にプロの漫画家だったつげ義春が同じく赤塚の漫画に興味を持ち、しばしば遊びに来るようになった。
『漫画少年』の突然の休刊後、つげからプロへの転向を勧められ、一人では心細いとよこたを誘い、よこたと西荒川で共同生活をしながらプロ漫画家として活動することとなる。つげの仲介で曙出版と契約を交わし、1956年（昭和31年）6月、描き下ろし単行本『嵐をこえて』でデビュー。以後、1998年4月発行の文庫版『ひみつのアッコちゃん』まで、曙出版とは40年以上に亘る付き合いとなる。この長期間に亘る契約は曙出版の社長が同郷の新潟であったことが大きく関係しており、赤塚は「実はそのときあんまり色よい返事をもらえそうになかったけれど、最後に出身地の話になってオレと同じ新潟出身だったので、なんとかうまく話がまとまった」と語っている。

### トキワ荘時代
同年、上京した石森を手伝う形でトキワ荘に移り、第二次新漫画党の結成に参加する。のちに赤塚の母も上京し、しばらくの間同居した。赤塚の母は向かいの部屋に住んでいた水野英子を非常に気に入り、ことあるごとに結婚を勧めたという。当時、赤塚はトキワ荘一の美青年として認識されていた。後年のイメージとは異なる、シャイで穏やかな赤塚青年の姿は、トキワ荘を描いた様々な作品で一致している。
当時の赤塚は少女漫画の単行本を3、4ヶ月に一冊描く貸本漫画家であり、原稿料の前借をして漫画を描く自転車操業状態にあった。将来を悲観して漫画家廃業を考え、新宿のジャズ喫茶「ラ・セーヌ」の住み込み店員になろうと思った時期もあったが、安孫子素雄に「一応テラさんに相談してみたら」と勧められ、父と同郷でもあるトキワ荘のリーダー的存在で兄貴分として慕われていた寺田ヒロオに相談。すると寺田から「ちょっと待て。これのある間は、ここにいろ。なくなっても、もし漫画家として売れていなかったら、キャバレーでもどこへでも行けばいい」と現金5万円を渡される（当時の国家公務員初任給は9200円）。またこの時期、石森のおごりで映画を浴びるほど観て、その経験が後の作品に活かされることになった。
1958年（昭和33年）、作家不足に陥った『少女クラブ』増刊号で1作家1作品の原則を守りながら既存の作家で補うために編集者が石森との合作を企画。合作ペンネーム「いずみあすか」 名義で作品を発表した。
合作の楽しさから、続いて石森と水野英子との合作ペンネーム「U・マイア」 で『赤い火と黒かみ』『星はかなしく』『くらやみの天使』を合作し発表。
同年、ちばてつやの代原にトキワ荘の石森は赤塚を推薦し、秋田書店の名物編集者として知られる壁村耐三は赤塚に読切漫画を依頼。『まんが王』（秋田書店）1958年11月号にギャグ漫画『ナマちゃんのにちよう日』を発表し、同年12月号より『ナマちゃん』のタイトルで赤塚に無断で連載が決定する。1961年（昭和36年）、当時21歳だったアシスタントの稲生登茂子との結婚のためにトキワ荘を退去。
その間に、横山光輝の出張アシスタントをつとめたこともある。

### フジオプロ設立
1962年（昭和37年）、『週刊少年サンデー』で『おそ松くん』、『りぼん』で『ひみつのアッコちゃん』の連載を開始し、一躍人気作家となる。1964年（昭和39年）、『おそ松くん』で第10回（昭和39年度）小学館漫画賞受賞。1965年（昭和40年）、長谷邦夫、古谷三敏、横山孝雄、高井研一郎等と東京都新宿区十二社（現在の西新宿）にフジオ・プロダクションを設立。1969年に株式会社化している。この年に長女のりえ子が誕生。また1963年に、トキワ荘時代の仲間が設立したアニメーション製作会社のスタジオ・ゼロに参加。1966年（昭和41年）には『おそ松くん』がスタジオ・ゼロ製作により毎日放送・NET（現：テレビ朝日）系でテレビアニメ化され、赤塚が監修として関わっているほか、主題歌2本の作詞も手掛けている。
1967年（昭和42年）には『週刊少年マガジン』（講談社）にて『天才バカボン』、『週刊少年サンデー』にて『もーれつア太郎』を発表して天才ギャグ作家として時代の寵児となる。1969年（昭和44年）に『ひみつのアッコちゃん』『もーれつア太郎』、1971年（昭和46年）に『天才バカボン』と、代表作が相次いでテレビアニメ化された。
1970年（昭和45年）3月、母親が不慮のガス爆発事故で入院。一命は取り留め一時退院するものの、ショックからクモ膜下出血を発症して再入院となる。その後容態が急変するも赤塚の懸命の呼びかけで再び息を吹き返すが、脳死状態となり8月20日に59歳で死去した。この年に妻と別居状態となり、12月にはスタジオ・ゼロが事実上の解散となった。
1970年11月22日-23日にかけて10年余振りに新潟へ帰郷。サイン会では約300枚の色紙1枚1枚に丁寧にイラストを描き、クラス会にも参加した。「サイン会の時ももっと手を抜いてと言われたけど、それができない。故郷の子供たちにそれができないんです」と語り、以後、晩年に至るまで、新潟には幾度となく訪れ、同級生との交流、ファンサービスを行っている。
1971年（昭和46年）5月、既に『少年サンデー』での新連載が決まっていたものの赤塚は既にアメリカに在住していた森田拳次との約束と『MAD』編集部への取材との口実で、長谷、滝沢解、そして当時交際していた愛人の女性とともに渡米。2か月間滞在し、入稿締め切りが迫る中でサンデーの担当編集者である武居俊樹宛てに新連載のタイトルが入った旨を記した手紙と自由の女神との記念写真を送り付ける。そのタイトルが『レッツラゴン』で、写真はそのまま扉絵として使用されその後3年にわたり連載される。当初の設定は次第に有形無実となり、劇画や文芸作品までも茶化し武居が「タケイ記者」として作品に登場して赤塚を苛め抜く描写など、ナンセンスを越えたシュールでアナーキーなストーリー展開が連載当時はなかなか理解されなかったという。この年、元・スタジオ・ゼロのアニメーター、吉良敬三らとアニメーション制作会社「不二アートフィルム」を設立（1981年、フジオプロより独立）。
1971年（昭和46年）9月25日、『天才バカボン』が日本テレビ系列で放映開始。
1972年（昭和47年）に『天才バカボン』ほかの作品で文藝春秋漫画賞を受賞。この受賞がきっかけとなり、週刊文春で『赤塚不二夫のギャグゲリラ』の連載がスタートし10年を超えるロングランとなる。
また同年、フジオ・プロに財政的な余裕が生まれたため「赤塚不二夫責任編集」と題した雑誌『まんがNo.1』を創刊。多忙を極める赤塚が編集作業に携わることが不可能だったため、実質的な編集長は長谷が務め、赤塚の荒唐無稽なイメージを伝えることに腐心した。しかし1号につき250万円程の赤字を出し、1973年（昭和48年）に6号で休刊。
1973年（昭和48年）11月5日に3年の別居生活を経て妻・登茂子と正式離婚。
1974年（昭和49年）、『週刊少年マガジン』（1974年1月6日第1号）掲載の特別企画「ギャグ界の独裁者 赤塚不二夫の秘密大百科」において、ギャグの一環として実験的に「山田 一郎」（やまだ いちろう）とペンネームを改名することを宣言。「週刊文春」（1974年1月7日号）掲載の『ギャグゲリラ』を皮切りに、『天才バカボン』『レッツラゴン』を含む連載中の作品、新連載作品、読み切り作品等の全てのタイトルを「山田一郎」名義で執筆するも、広告サイドから苦情があり3か月で元に戻した。
一方でこの年の税務署の調査で税金の支払いが長期に亘り滞納していることが発覚。延滞金だけで6,000万円ともされた。原因はフジオプロの経理担当者の横領によるもので被害額は二億円ともいわれ、実印まで預け信頼していた人物による裏切りであった。失踪したこの人物は後日逮捕されるが、赤塚はこの人物の将来を考え告訴することはなかった。しかし、横領された二億円の中には古谷三敏や芳谷圭児といったフジオプロ所属の漫画家らのプール金もあり、このトラブルにより古谷、芳谷はフジオプロを退社。それぞれのスタッフを引き連れ、自身らの制作プロダクション・ファミリー企画を設立した。その後、赤塚は古谷、芳谷らの被害額を返済している。
なお、この年（1974年）にはこれまでのギャグ漫画家としての功績が讃えられ、『週刊少年ジャンプ』にてギャグ漫画の登竜門「赤塚賞」が設立された。

### ステージへの傾倒と長いスランプ
1975年（昭和50年）10月6日、『元祖天才バカボン』が日本テレビ系列で放映開始。
この時期には漫画家としては最も多忙を極め、週刊誌5本、月刊誌7本の同時連載をこなす一方で長谷邦夫の紹介によりタモリと出会う。タモリを中枢とする芸能関係者との交流を深める中、1977年（昭和52年）を境に、ステージパフォーマンスに強い関心を示し、傾倒していく。後述の面白グループでの活動を筆頭に数多くのイベントを企画・出演するようになったが、その10年後には「漫画に費やしていたエネルギーをステージで発散してしまった」といった趣旨の発言があり、長いスランプに陥っていることを公言。
1978年（昭和53年）、長らく主力作家として執筆していた『週刊少年サンデー』『週刊少年マガジン』『週刊少年キング』での連載が全て終了する。また、同年の『月刊少年マガジン』12月号でも、『天才バカボン』が終了し、以降、執筆活動は縮小傾向をむかえる。
1979年（昭和54年）、3月31日、にっかつ配給による赤塚原案、面白グループ脚本によるロマンポルノ『赤塚不二夫のギャグ・ポルノ 気分を出してもう一度』が公開となる。6月23日には赤塚の原案・製作総指揮・脚本、面白グループが製作に関わったコメディー映画『下落合焼とりムービー』（主演および主題歌は所ジョージ）が公開。どちらも監督は山本晋也が務め、一部ファンからカルト的な人気を博する。そうした陰で5月17日にフジオプロで赤塚のマネージャーとなっていた父親の赤塚藤七がすい臓ガンの転移により71歳で死去している。
1980年（昭和55年）より、日本テレビの視聴者参加型番組である『欽ちゃんの仮装大賞』に出演。第2回大会から第11回大会にかけて、先述の山本や所、また長年親交のあった青島幸男らとともに審査員を務め、青島の不在時には代理で審査員長を務めたこともある。
1982年（昭和57年）、『ギャグゲリラ』の連載が終了。この頃より、酒量が激増する。
1985年（昭和61年）4月から12月にかけて、当時連載中だった『週刊少年チャンピオン』（秋田書店）の『TOKIOとカケル』、『オール読物』（文藝春秋）の『赤塚不二夫の文学散歩』、『2001』（祥伝社）の『にっぽん笑来ばなし』、『サンデー毎日』（毎日新聞社）の『赤塚不二夫のどうしてくれる！？』などが立て続けに終了し、ついにマンガ連載は「サンケイ新聞 日曜版」（産経新聞社）の7コマ作品『いじわる時事』1本だけになってしまう。以後しばらく低迷期が続くが、1986年秋から『ビッグコミックオリジナル』（小学館）で『「大先生」を読む。』、『話のチャンネル』（日本文芸社）で『花ちゃん寝る』、『週刊大衆』（双葉社）で『ヤラセテおじさん』の連載が開始。いずれも大ヒットとまではいかなかったものの、これらが赤塚の漫画家“復帰作”となった。
1987年（昭和62年）、アルコール依存症に陥った赤塚のサポートを行っていた、写真家の国玉照雄の元アシスタントで、スタイリストの鈴木眞知子と結婚。結婚にあたっては先妻・登茂子が後押しし、保証人になっている。結婚記者会見には登茂子とりえ子も同席した。
この年の夏、テレビ東京の『マンガのひろば』枠で『元祖天才バカボン』が再放送され、小中学生を中心に「バカボン」人気が再熱した流れから、秋から子ども向け月刊誌『コミックボンボン』（講談社）で『天才バカボン』と『おそ松くん』の新作連載がスタートし、赤塚は漫画家として見事に復活を遂げた。
翌1988年よりアニメ『おそ松くん』が21年ぶりにリメイクされ、高視聴率をマークする。その後も『ひみつのアッコちゃん』『天才バカボン』（タイトルは『平成天才バカボン』）『もーれつア太郎』が続々とリメイク放映されるとともに、赤塚の手による新作漫画が『コミックボンボン』を中心とする講談社系児童雑誌に連載されるなど健在さを印象付けたが、リバイバル路線が終焉を迎えた1991年（平成3年）頃より更に酒量が増え始める。
以後も治療のため入退院を繰り返すものの回復の兆しはなく、1992年（平成4年）には長年赤塚のアイデアブレーンとして支えてきた長谷がフジオプロを退社。
1993年（平成5年）にNHK出版から、亡き父母への愛情と賛歌を綴った自叙伝『これでいいのだ』を刊行。翌1994年（平成6年）、NHKのドラマ新銀河枠で連続ドラマ化される。
1997年（平成9年）、第26回日本漫画家協会賞文部大臣賞を受賞。1998年（平成10年）、紫綬褒章を受章。
1997年（平成9年）6月1日より、静岡県伊東市の池田20世紀美術館で、「まんがバカなのだ 赤塚不二夫展」が開催され、好評を博す。デビュー前の貴重な習作から1990年代初頭までの間に描かれた名作、怪作、およそ200枚に及ぶ美麗な生原稿が展観できるだけではなく、赤塚自ら肉体を駆使し、挑戦したエドヴァルト・ムンク、レオナルド・ダ・ヴィンチ、エドガール・ドガ、フィンセント・ファン・ゴッホといった歴史上の画家のパロディ・アートも展示。フロアには、バカボンのパパやイヤミの銅像が所狭しとディスプレイされるなど、美術館本来のイメージをぶち破る赤塚ならではの遊び心とウィットが沸き立った大回顧展となった。その後、この原画展は2002年まで、「これでいいのだ！赤塚不二夫展」とタイトルを変え、上野の森美術館や新潟市美術館、横浜ランドマークプラザ、箱根彫刻の森美術館、京都美術館えき、増田町まんが美術館など、全国を巡業し、いずれも大入りを記録。特に、上野の森美術館では、期間中65,000人を集客し、ピカソ展やゴッホ展の記録を塗り替え、同美術館の動員新記録を樹立した。
また、赤塚の故郷である新潟市美術館では「郷土作家シリーズ」と題し、新潟の各施設に寄贈した直筆画のほか、四ツ合中学校（現・潟東中学校）の同級生・小林利明氏が保管していた処女作『ダイヤモンド島』の原画20枚が初公開された。初日には赤塚本人も出席し、サイン会やトークイベントに参加。「若い頃、漫画家を目指していたこの新潟で、漫画家となって作品を見てもらえることがものすごく嬉しい。」「新潟時代は漫画家になりたくて一生懸命勉強していたところ。本屋で漫画雑誌を探したり、パーマ屋や映画館の看板を描いたり、思い出深い。きょうは感無量です」「新潟で個展を開けることは、とても嬉しい。なんとも幸せです」と喜んだ。当時、赤塚の側にいたスポーツニッポン記者の山口孝によれば「赤塚は珍しくスーツ姿で登場した。何度となく会っているが、スーツを着た赤塚を見たのは初めてだった。いつもなら襟の付いたシャツなら良いほうで、ほとんどTシャツで通すのだが……」、赤塚本人は「ここは特別だからね」と語っていたという。
同年12月12日、吐血し緊急入院。精密検査の結果、食道がんと診断され、22日に告知を受ける。医師から「2か月後には食べ物がのどを通らなくなる」と告げられ、「食道を摘出し小腸の一部を食道の代用として移植する」と今後の手術・治療の内容も告げられたが「小腸を食道に使ったら、口からウンチが出てきちゃうんじゃないの。」とギャグで返す気丈さを見せて24日には退院を強行。民間療法での治療を選択する。その後は放射線治療を併行し、一時は腫瘍が消失するが、翌年11月に悪化し再入院。12月に10時間に及ぶ手術を受け、5か月間の長期入院を余儀なくされ、体重は13キロ減少した。しかし酒とタバコはやめられず、退院後のインタビューでは水割りを片手にインタビューを受ける型破りなパフォーマンスを見せた。その後も毎月定期的にアルコール依存症治療の「ウォッシュアウト」のため入院を繰り返した。
1998年（平成10年）、三作目の『ひみつのアッコちゃん』、1999年（平成11年）、四作目に当たる『レレレの天才バカボン』が、それぞれフジテレビ系、テレビ東京系で放映開始されるが、1980年代後期 - 1990年代初頭の赤塚アニメのリバイバルラッシュの時とは異なり、放送期間に合わせる形で赤塚の手によるリメイク漫画が描かれることはなかった。
1999年（平成11年）1月、共同通信社配信により「新潟日報」（新潟日報社）ほか全国各紙に新作読み切り『お正月ざんす』が掲載される。『おそ松くん』の後日談を描いた作品で、絵本やイラストなどを除く完成した漫画作品としては、本作が最後となった。なお、本遺作は赤塚の手による下書きや没アイデアも残されており、2021年7月刊行の『夜の赤塚不二夫』（なりなれ社）に収録された。
2000年（平成12年）8月25日、自宅内で転倒し頭を打つ。数時間後に言葉が不明瞭になったため緊急入院。検査の結果、急性硬膜下血腫と診断される。当初、手術は必要なしと判断されたが、その後右手に麻痺が出たため緊急手術、その後は順調に回復し、11月1日には退院を果たす。同年、点字の漫画絵本『赤塚不二夫のさわる絵本“よーいどん!”』を発表。ある日テレビで見た視覚障害を持つ子供たちに笑顔がなかったことにショックを受け、「この子たちを笑わせたい」という思いから制作したもので、点字本としては空前のベストセラーとなり、全国の盲学校に教材として寄贈された。なお、赤塚は同書を少しでも安い価格で提供するためにと、著作権料（印税）を辞退している。
2001年（平成13年）2月8日、快気祝いを兼ねた新年会「赤塚大センセイを囲む会」が都内ホテルで催された。当初身内だけの予定が、漫画家仲間を含め約100名が駆け付ける「騒ぎ」に発展。相変わらず水割りを手離さずに新作の構想を語る様子が報道された。

### 晩年
2002年（平成14年）4月10日、検査入院中にトイレで立とうとしたところ、身体が硬直し動けなくなる。脳内出血と診断され、5時間に及ぶ手術。これ以降、一切の創作活動を休止する。この年、点字絵本の第2弾『赤塚不二夫のさわる絵本“ニャロメをさがせ!”』を発表。また、小学館からデビュー以降の作品を集めたDVD全集『赤塚不二夫漫画大全集 DVD-ROM』が発売された。2005年（平成17年）からはオンデマンド出版形式で全271巻が販売されているほか、2008年（平成20年）からは『天才バカボン』を皮切りに、各タイトルの収録エピソード数を更に充実させた電子書籍がebookjapanより配信されている（ただし、2021年現在、未配信のタイトルもある）。
2003年（平成15年）、妻の尽力により青梅市に青梅赤塚不二夫会館を設立。しかし当時、赤塚の妻を取材していたスポーツニッポン記者の山口孝によれば「念願の記念館ではあったが、喜びも半分というところ」だったという。これは妻の思いとして創設地を「縁のある新宿か、せめて新潟に建てたかった。」という願いが秘められていたためである。その後、記念館の新宿や新潟への移転は実現しないまま2020年（令和2年）3月27日をもって閉館された。
2006年（平成18年）7月12日、赤塚を看病してきた妻の眞知子がクモ膜下出血のため56歳で急死。
2年後の2008年（平成20年）8月2日午後4時55分、肺炎のため東京都文京区の順天堂大学医学部附属順天堂医院で死去した。72歳没。赤塚は2004年から意識不明のまま植物状態であったという。2008年2月24日にはちばてつやが赤塚を見舞い、写真をブログで公開していた（後に似顔絵に差し替えられた）。また赤塚の死去の3日前の7月30日、前妻でりえ子の母である登茂子が死去していたことが後に報じられた。
赤塚不二夫の訃報はスポーツ新聞各紙が一面で大きく取り上げたほか、一般紙も一面で大きく掲載した。また民放各局ばかりでなくNHKでもトップニュースで取り上げるなど、その一連の報道は赤塚その人が昭和・平成を通して日本の漫画史に一時代を築いた大漫画家であったことを改めて世間大衆に印象付けることとなった。
また赤塚が才能を見出し、芸能界へデビューさせたタモリは「物心両面の援助は肉親以上のものでした」と赤塚の死を悼み、感謝の言葉を寄せた。なお「タモリが赤塚の入院費用を全部出していた」という話がインターネットで流布したが、「これは誤りで入院費用は全部パパのお金で賄った。」と娘のりえ子が著書に記している。とはいえ「肉親以上」の関係であることに変わりはなく、りえ子に対しても励ましやアドバイスがあったとのこと。
赤塚の葬儀では藤子不二雄Ⓐ（安孫子素雄）が葬儀委員長を務めることとなり、8月6日に通夜、翌7日に告別式が東京都中野区内にある宝仙寺で営まれた。喪主は長女・りえ子が務め、告別式には漫画・出版関係者や芸能関係者、ファンなど約1200人が参列し、藤子不二雄Ⓐ、赤塚門下の古谷三敏、高井研一郎、北見けんいちらが弔辞を読み上げた。タモリは本名の“森田一義”として弔辞を読んだが、この時手にしていた巻紙が白紙であったことが報じられ話題となった（項目タモリも参照）。弔辞は「私もあなたの数多くの作品の一つです。」と結ばれている。弔辞を報じる記事の中で「重苦しい陰の世界」と表現されている箇所が各社に出てくるが、これは「重苦しい意味の世界」の間違い。アイドル・フォーが歌う「天才バカボン」のアニメ（第1作）のテーマソングが葬送曲として流れる中で出棺、遺体は赤塚の自宅にほど近い新宿区の落合斎場で荼毘に付された。法名は「不二院釋漫雄（ふにいんしゃくまんゆう）」。
生前の最後の言葉は、倒れた時に偶然、女性の胸に手が触れて放った「あっ、オッパイだ、オッパイ」。最後に残した漫画原稿のネームは、未完成となった『メチャクチャ ヤジキタバカ道中』の65ページ目「思い出をつみ重ねていくのが人生なのよ、イヤーン！H」。最後の仕事は、倒れる前日（2002年4月9日）、18年間欠かさず続けてきた東京アニメーター学院の入学式スピーチとなった。

### 没後
2009年（平成21年）、ヒットアニメの原作提供という観点から、東京国際アニメフェア2009で第5回功労賞を受賞。
同年8月より東京銀座の松屋百貨店で「追悼 赤塚不二夫展 ギャグで駆け抜けた72年」を開催、これを皮切りに全国巡業で開催される。
2011年（平成23年）、浅野忠信、堀北真希主演による『これでいいのだ!!映画★赤塚不二夫』（監督・佐藤英明）が全国東映系で、2012年、綾瀬はるか主演の実写版『ひみつのアッコちゃん』（監督・川村泰祐）が全国松竹系で、それぞれ劇場公開される。
2013年（平成25年）、新潟市にゆかりのある漫画家の作品などを展示する「新潟市マンガの家」「新潟市マンガ・アニメ情報館」がオープン。赤塚作品や赤塚キャラを用いたアトラクションが常設展示される。
2015年（平成27年）、赤塚不二夫生誕80周年を迎え、その一環として、『天才バカボン』と『フランダースの犬』のコラボレート企画『天才バカヴォン〜蘇るフランダースの犬〜』（監督・FROGMAN）が全国東映系で劇場公開される。
同年9月にはBSプレミアムにおいて過去の赤塚不二夫特集番組の再放送が行われたほか、新作ドキュメンタリー番組の『赤塚不二夫 最後のこれでいいのだ』が制作、放映され、これまで日の目を見なかった未完成の遺作『ヤジキタ バカ道中』の一部分が初めて一般に公開された。ちなみに、番組中によると、この原稿は何故か自宅のキッチンに無造作に保管されていたという。
また、大人になった『おそ松くん』の6つ子兄弟のその後を描いたアニメ『おそ松さん』も10月からテレビ東京系列にて放映開始し、以後全国で順次放映。イベント開催、記念切手、関連書籍の多数発売など単なる人気作品に留まらず、社会現象を引き起こすほどの人気を博す。赤塚人気としては、二次媒体との連動も含め、近年にない盛り上がりと発展を見せ、2017年（平成29年）に第2期、2020年（令和2年）に第3期が放映される。
2016年（平成28年）4月30日より、赤塚の生涯を追ったドキュメンタリー映画『マンガをはみだした男 赤塚不二夫』（企画プロデュース：坂本雅司／監督：冨永昌敬／特別協力：フジオ・プロダクション）が、ポレポレ東中野、下北沢トリウッド、新潟・市民映画館シネ・ウインドほか、全国にてロードショー公開される。
2021年（令和3年）、それまで単行本未収録だった幻の18作品をまとめた『夜の赤塚不二夫』（なりなれ社）が刊行。1986年の連載作品『花ちゃん寝る』全13話をメインに、『モトムくん』『イレズミ作戦』『ナンカナイト物語』『トラベ郎』『赤塚不二夫のギャグ漫字』『愛情レストラン』『ウナギイヌ』『仲良きことは美しき哉』『愛しのモンローちゃん』『たまごっちなのだ!!』『用心棒』など、それまで存在を知られていなかった作品の数々が、赤塚の事務所であるフジオ・プロダクションによって多数発掘された。また、赤塚の生涯最後の読み切り短編『お正月ざんす』が単行本に初収録されたほか、同作の別アイデア（未発表原稿）『おめでたいのだ』の存在が明らかになった。
2023年（令和5年）、赤塚の“自伝的まんが”と“記念碑的まんが”を１冊にまとめた文庫本『まんが赤塚不二夫伝』が光文社より刊行される。デビュー前の処女作「ダイヤモンド島」や新潟時代の習作「シエリフジヨン」が初収録されたことで話題となり、「読売新聞」（2024年２月７日・朝刊・文化面）や「中日新聞」（2024年2月22日付・夕刊）など、多くの媒体で取り上げられた。
同年12月9日から2024年3月24日まで、トキワ荘マンガミュージアムで特別企画展「ふたりの絆 石ノ森章太郎と赤塚不二夫」が開催される。

## 人物

### アルコール依存症
晩年はアルコール依存症に苦しめられるが、酒に溺れた原因は極度の恥ずかしがり屋であるため、酒なくして人と向き合うことができなかったことと自己分析している。また自分よりお酒を飲む人として、たこ八郎、壁村耐三、滝田ゆうを挙げている。なおアシスタントだった古谷三敏によると、若い頃は一滴も飲めなかったという。

### 好きなもの
愛猫家。1979年（昭和54年）から飼った菊千代は、死んだフリやバンザイのできる芸達者な猫でCMに出演、一躍人気者になった。『菊千代』の名前は、黒澤明監督の映画『七人の侍』で三船敏郎演じた主人公の名前から採った。赤塚自身も『花の菊千代』（『月刊コロコロコミック』連載）といった漫画を描いた。しかし1997年（平成9年）に菊千代は他界、赤塚自身のみならず周辺のファンをも悲しませた。
映画好きで、自宅のライブラリーには大スクリーンと3000本以上の映画コレクションがあった。また、少年時代の夢は喜劇王チャーリー・チャップリンの弟子になることだったという。プロになってからも「チャップリンは私にとって、最も尊敬に値する人物です。私は彼の映画が大好きで、私の作品にも少なからぬ影響を与えたようです」と公言していた。ただし、後年には「ストーリーがしっかりしてて最後には泣かせたりするチャップリンより、ナンセンスなバスター・キートンの方が好み。意味もなくデカい岩に追いかけられたり、なぜか突然インディアンが攻めてきたり、キートンの奇想天外さがいい。自分の漫画も影響を受けている」とコメントしている
。好きな映画はほかに『七人の侍』『駅馬車』『お熱いのがお好き』『荒野の決闘』『静かなる男』『第三の男』など多数あり、『火垂るの墓』は何度も繰り返し観たという。
バカボンのパパが一番気に入っているキャラクターで、その理由は「どんなに酔っ払っていてもバカボンのパパの顔だけは、ちゃんと描けるから」とのこと。またバカボンのパパが赤塚の実父・赤塚藤七をモデルにしていることもあり、晩年は赤塚本人がパパのコスプレをすることが多かった。同じく『おそ松くん』の母親・松野松代のモデルは赤塚の実母・リヨとされ、自身の少年時代を回顧する作品での実母が松代の顔で描かれる。
ディズニーランドによく通い、年間パスポートを持っていたことがある。好きな理由のひとつは館内で酒が飲めること。

### 嫌いなもの
ニンジン、ホタルイカ、締切日に厳しい編集者。
また関西人のことも嫌っている。理由として、雑誌連載『赤塚不二夫の人生相談』第25回（『週刊プレイボーイ』1994年51号）では「オレ、新潟から上京してきて、一生懸命、標準語しゃべろうって苦労した方じゃない。だから、あいつらが我が物顔で関西弁しゃべってるの聞くの大っ嫌い」「ただ、困ったことに、オレがこの世で一番好きだったオレのおふくろが奈良の大和郡山出身の生粋の関西人なんだ」「弱っちゃうよ。オレの体には確実に、このセコくてウルさい関西人の血が流れてんだから」「オレはあくまで父親の故郷・新潟の人間として生きてやる。そして、関西の人間なんてサイテーだ！って言い続けてやるぞ！」と語っている。

### エピソード
『ひみつのアッコちゃん』の主人公・加賀美あつ子と『おそ松くん』のトト子が似ていることについて、1989年に発行されたコミック本のあとがきで指摘された際、赤塚自身は「そんなわけないだろ」などと逆ギレ気味に反論している。なお、赤塚不二夫の公式サイトでは「断じて同一人物ではありません」と説明されている。
1968年（昭和43年）、NHKの漫才コンクールで、志賀あきら、榎本晴夫コンビに「求む!秘書」という台本を書き下ろし、準優勝という好成績を収めた。また、この時の様子は『お笑い招待席』（1969年6月7日放送）で放映されている。
1973年1月25日、東京12ch（現テレビ東京）のバラエティー番組『私がつくった番組 マイテレビジョン』にて、赤塚自らがメインパーソナリティーを務めた「赤塚不二夫の『激情No1』」が放送された。同番組では赤塚が童謡「夕日」を斉唱したり、全裸の女性を交え、自らもふんどし1枚で女性を追い回す騎馬戦、さらには石川社中を交えた花笠音頭やキャロルによるロックライブなど展開し、この間に佐々木守、中山千夏、牛次郎、高信太郎による赤塚の人物像について語った演説が放送された。
2010年（平成22年）、誕生日である9月14日、Googleのロゴマークに赤塚作品のキャラクターが描かれた。
名和広著『赤塚不二夫大先生を読む 「本気ふざけ」的解釈 Book1』によると、一個人による漫画家の単行本の発行部数が初めて1000万部を突破したのは赤塚だといわれており、曙出版・講談社より刊行された『天才バカボン』の単行本だけで1000万部を売り上げたとされている。
またデビュー以来付き合いがあった曙出版の社長は赤塚と同じく新潟県出身で、のちに売れっ子になった赤塚は貸本時代にお世話になった恩から曙出版で単行本を出すことを了承。曙出版はその後『おそ松くん全集』の初版だけで文京区に4階建てのビルを建てるまでに成長し、ほかに出た赤塚単行本も含めると1500万部以上を売り上げる大ヒットを記録する。しかし、連載元の出版社がこれを問題視し、今後赤塚の新刊を出す場合は著作権使用料を支払うよう曙出版に命じたため、1977年の『天才バカボン』31巻を最後に新刊を出せなくなり、以降は再版のみになる。その後、曙出版の社長が死去した際、赤塚は真っ先に葬儀に駆けつけ、荼毘にふされた社長に泣きながら何度もお礼を言っていたという。しかし、その帰り際、赤塚は靴を履き間違えて帰っていき、弔問客の笑いを誘った。これは湿っぽい雰囲気を変えようとした赤塚流の粋な計らいだったという。
成田闘争の支持者だった。1980年には「日本の軍事大国化を許すな!!　三里塚80年決戦の勝利をかちとるのだ!!」という絵を書いている。

### 地元での交流
自宅兼事務所（フジオ・プロダクション）のある下落合・中井周辺を愛し、地元住人たちと積極的に交流していた。マンガには「下落合」というワードが頻繁に登場するほか、居酒屋の「権八」、電気屋の「ツツイサウンド」、蕎麦屋の「長寿庵」、寿司屋の「白雪寿司」など、実在の店舗名が多数登場している。また、中井駅から下落合駅の一帯を描いた『わが街』という作品も発表している。

### 芸能界での交流
1967年、テレビ番組『まんが海賊クイズ』で当時は漫画家としては異例のテレビの司会を、黒柳徹子と共に担当。これを機に、赤塚の交流は各界に広がった。
1973年（昭和48年）にはロック・ミュージシャンの内田裕也との交友から、日本ロックンロール振興会会長なる役職に就き、その流れで、矢沢永吉率いる人気ロック・バンドキャロルの私設応援団団長を、赤塚自ら名乗り上げ、務めた。
1970年代半ばには山下洋輔等を介して素人芸人時代のタモリと出会う。タモリの芸を認めた赤塚は大分県日田市のボウリング場の支配人であったタモリを上京させ、自らは事務所に仮住まいしながらタモリを自宅に居候させ、のちの芸能界入りに大きな貢献をした。またタモリや高平哲郎、滝大作らと「面白グループ」を結成した。高平からは由利徹を紹介され、赤塚は終生、由利徹を敬愛し、由利の弟子だったたこ八郎が赤塚家の居候となっている。
1982年（昭和57年）、写真家・荒木経惟との交友から、『写真時代』（白夜書房）9月号の巻頭グラビアで、漫画家としては初となるハードコア男優を務め、ファックシーンを披露した（荒木撮り下ろしの写真集『別冊噂の真相 荒木経惟の真相』所載）。後に受章する紫綬褒章は荒木経惟に贈っている。

テレビアニメやドラマ、映画などの音響効果や選曲を手掛けていた音響技師の“赤塚不二夫”は赤塚のペンネーム、および本名（赤塚藤雄）とも同姓同名の別人だが、2人の間には親交があった。特に映画やドラマの音響効果でスタッフ名が表示されると「漫画家をしながら音効をしているのか」と間違われたことも多々あったほか、『ライヴ・イン・ハトヤ』のレコードでも音効の赤塚不二夫が担当したこともあった。

### 全日本満足問題研究会
1976年から、『週刊読売』誌上で「全日本満足問題研究会」（赤塚、赤瀬川原平、奥成達、高信太郎、長谷）と名乗り、「バカなことを真面目にやる」連載を行った。1978年には、赤塚不二夫と全日本満足問題研究会と名称を変え、レコード『ライヴ・イン・ハトヤ』を発表。

#### ライヴ・イン・ハトヤ
伊東市のホテル、ハトヤのステージでライブコンサートをやったらどうなるかという設定で作られた。
赤塚も「駅前ブルース」「想い出のベニス」という二曲の歌唱を務めた。
- 出演：赤塚不二夫/赤瀬川原平/長谷邦夫/奥成達/高信太郎/タモリ/山下洋輔/坂田明/小山彰太/林美雄/常木健男/伊東鳩子/ハトヤ混声合唱団/下落合テンタクルス/ハトヤ男子従業員一同/ビクター女子従業員一同/ハトヤ・ダンシングチーム/ハトヤ・オールスターズ
- 指揮：佐香裕之
- スタッフ：構成・演出：高平哲郎/音楽：小林亜星、佐香裕之/舞台監督：新井龍夫、星野ジロウ/美術：赤塚不二夫/音響効果：赤塚不二夫（同姓同名のスタッフ）/セットデザイン：茂木のぶお/写真：国玉照男/録音：寺尾寿章、佐藤晋/振付：滝大作/制作：全日本満足問題研究会/協力：伊東ハトヤ、面白グループ、協和広告（株）

### 面白グループ
タモリや高平、滝らと結成したグループ。
- 1977年3月、タモリの初LPの完成記念キャンペーンとして、タモリと東京ヴォードビル・ショーの共演によるショー「タモリ・ヴォードビル・ウィーク」を企画・制作。
- 1977年10月29日、渋谷公会堂で『輝け!第一回いたいけ祭り』というタモリや赤塚の“宴会芸”を見せるイベントを行うが赤字。奥成達編集で書籍『空とぶかくし芸』が刊行され（赤塚は表紙イラストや本文イラストを担当）、赤字を埋めた。
- 1979年3月、日活ロマンポルノにて監督：山本晋也、脚本：面白グループ、主演：柄本明、主題歌：所ジョージ、音楽：アルフィーで“赤塚不二夫のギャグ・ポルノ”として『気分を出してもう一度』を製作・公開。また同年6月、東映系でアメリカのコメディー映画『ケンタッキー・フライド・ムービー』に倣った『下落合焼とりムービー』を監督：山本晋也、脚本・出演：面白グループで製作・公開。
- 1981年、当時、下森真澄と宮村優子の共著で女子大生の赤裸々な本音を綴り、女子大生ブームの先駆けとなった告白本『ANO・ANO（アノアノ）』のパロディ本で、女子大生の本音にオジサンが返答するという内容の『SONO・SONO（ソノソノ）』を、面白グループ名義で刊行し、ベストセラーに。1986年には『ソノソノ』をミュージカル・ショーにして、銀座博品館劇場で『Oh! SONO・SONO（オー・ソノソノ）』を上演した。

上記のもの以外に、赤塚がプロデュースしたイベント、また赤塚をフィーチャーしたイベントには次のようなものがある。
赤塚不二夫がプロデュース・フィーチャーしたイベント
- マンガ劇画展 赤塚ギャグはここで生まれる!（1970年11月4日 - 、池袋・IKEBUKURO東武） マンガ劇画展の一環としてのイベント 原画展のほか、赤塚とフジオ・プロスタッフによる漫画製作の実演も披露
- 赤塚不二夫1000ページ展（1976年4月2日 - 、池袋・西武デパート） 原画展のほか、赤塚とフジオ・プロスタッフによる漫画製作の実演も披露
- 赤塚不二夫の大忘年会 花の応援団を応援しよう（1976年12月27日、目黒名人会）
- 赤塚不二夫のステージ・ギャグゲリラ（1977年3月8日、渋谷公会堂）
- 新宿オペラ・カルメン（1977年9月3日 - 9月6日、紀伊国屋ホール）
- ギャグゲリラ バカ田大学ギャグ祭（1977年9月10日 - 9月18日、東横ホール 現・東横劇場）
- とんでるカントリー王国（1983年8月6日 北海道士幌町） 熱気球による町おこしイベント 赤塚は大統領、たこ八郎は副大統領にそれぞれ就任
- カムイ・トラノ83 屈斜路湖JAZZフェスティバル（1983年7月、屈斜路湖畔国立公園内）
- ザ・赤塚不二夫 おそ松くん わんぱくランド（1988年8月10日 - 22日、横浜そごう） おそ松キャラをフィーチャーしたアトラクションのほか、原画も多数展示 8月14日は赤塚不二夫まんが教室を開講
- 追悼 赤塚不二夫展 ギャグで駆け抜けた72年（2009年 - 、銀座松屋百貨店） 後に全国を巡業
- 赤塚不二夫生誕80周年 赤塚キャラ誕生のひみつ展（2015年6月19日 - 10月4日、明治大学米澤嘉博記念図書館）

## 評価
共に強い立場にありながら弱い者を守り、決して差別しない態度をとった父親と奈良での小学生時代の同級生の奥村の二人と接した少年時代の経験がきっかけとなって後の赤塚作品では「弱い者いじめはしない」という姿勢が貫かれることとなったとされ、小説家の井上ひさしは「ある意味で、赤塚の作品は道徳的だ。例えば、暴力シーンはいっぱい出てくるが、弱虫でチビのハタ坊がいじめられるシーンは決して出てこない。喧嘩も、対等か、強い者に逆らう時に起きている。チビ太が一人で六つ子に挑んでいくような時だ。」と評している。

## テレビ番組
- こだわり人物伝（NHK教育）赤塚不二夫 ただただ“愛”なのだ
  - 第1回「マンガは教科書ざんす」（2010年6月2日）[153]
  - 第2回「マンガを壊しちゃったのココロ」（2010年6月9日）[154]
  - 第3回「マンガのキャラになったのだ」（2010年6月16日）[155]
  - 第4回「尊敬されたくニャいニャロメ！」（2010年6月23日）[156]

## 「赤塚不二夫」を演じた俳優
- 堤大二郎 - NHKドラマ新銀河『これでいいのだ』
- 松田洋治 - NHK銀河テレビ小説『まんが道青春篇』
- 阿部サダヲ - 日本テレビ『いつみても波瀾万丈 赤塚不二夫』（再現ドラマ内）
- 大森嘉之 - 映画『トキワ荘の青春』
- 水橋研二 - フジテレビ土曜プレミアム『これでいいのだ!!赤塚不二夫伝説』
- 浅野忠信 - 映画『これでいいのだ!!映画★赤塚不二夫』
- 池田鉄洋 - NHKプレミアムドラマ『これでいいのだ!!赤塚不二夫と二人の妻』
- 又吉直樹 - 関西テレビ『神様のベレー帽〜手塚治虫のブラック・ジャック創作秘話〜』
- 玉山鉄二 - NHK土曜ドラマ『バカボンのパパよりバカなパパ』[157]
- 林遣都 - 日本テレビ 24時間テレビドラマスペシャル 『ヒーローを作った男 石ノ森章太郎物語』
- 音尾琢真 - 映画『止められるか、俺たちを』
- 森功至 - TVアニメ『ぼくらマンガ家 トキワ荘物語』（1981年 フジテレビ）